# جواو ميغيل أفونسو فيرنانديز
جواو ميغيل أفونسو فيرنانديز (بالبرتغالية: João Miguel Afonso Fernandes‏) (2 يوليو 1983 في البرتغال - ) هو لاعب كرة قدم برتغالي في مركز الوسط.

## وصلات خارجية
- جواو ميغيل أفونسو فيرنانديز على موقع قاعدة بيانات كرة القدم.إي يو (الإنجليزية)